# Eugenio Bruni
Eugenio Bruni   (Boulogne-Billancourt, 4 de febrer de 1884 - Nanterre, 12 d'octubre de 1956) conegut també com a Eugène Bruni, va ser un ciclista italià que va ser professional entre 1901 i 1919. El seu millor resultat fou la medalla de plata al Campionat del món Mig fons de 1908 per darrere del suís Fritz Ryser.